# Neojeffreya
Neojeffreya là một chi thực vật có hoa trong họ Cúc (Asteraceae).

## Loài
Chi Neojeffreya gồm các loài: